# Machmuda Chissajewna Sadykowa
Machmuda Chissajewna Sadykowa (russisch Махмуда Хисаевна Садыкова; * 14. August 1919 im Dorf Scharipowo-Mamjakowo, Ujesd Ufa; † 20. September 1985 in Ufa) war eine sowjetische Historikerin und Archäologin baschkirischer Herkunft.

## Leben
Sadykowa wurde 1933 Mitglied des Komsomol. 1938 bis 1942 studierte sie am Baschkirischen Staatlichen Timirjasew-Institut für Pädagogik in Ufa (jetzt Baschkirische Staatliche Universität). Nach dem Tod des Vaters 1940 arbeitete sie notwendigerweise neben dem Studium als Lehrerin für Geschichte und Geographie. 1942 bis 1943 unterrichtete sie in der Werksschule Nr. 3 des Ufaer Schiffbauwerks.
1943 wurde Sadykowa Komsomol-Funktionärin für die Schule Nr. 10. 1945 trat sie in die KPdSU ein und war 2. Sekretärin des Schdanow-Rajonkomitees des Komsomol der Stadt Ufa. 1947–1948 leitete sie das Kabinett für Geschichte der KPdSU, Philosophie und Politökonomie des Timirjasew-Instituts für Pädagogik. 1948 wurde Sadykowa Assistentin am Lehrstuhl für Geschichte des Timirjasew-Instituts für Pädagogik.
1952 bis 1957 war Sadykowa Aspirantin im Moskauer Institut für Geschichte der Akademie der Wissenschaften der UdSSR (AN-SSSR). Anschließend kehrte sie nach Ufa zurück und wurde wissenschaftliche Mitarbeiterin im Institut für Geschichte, Sprache und Literatur der Baschkirischen Filiale der AN-SSSR. 1962–1963 führte sie Prospektionen in verschiedenen Rajons der Baschkirischen ASSR durch und war damit die erste baschkirische Archäologin. Sie entdeckte sechs Bronzezeit-Siedlungen im baschkirischen Transuralgebiet an der Sakmara. Besonders bedeutend war ihre Ausgrabung des Staro-Kiischinski-Kurgans im Karmaskalinski-Rajon. Ihre Untersuchungen und ihre ethnokulturelle und chronologische Einordnung der Funde waren der Beginn der wissenschaftlichen Erforschung der Kultur der frühen Nomaden in Baschkirien.
1963 öffnete und untersuchte Sadykowa eine Reihe von Kurganen bei dem Dorf Temjassowa. Ihre Arbeiten wurden später von Nijas Abdulchakowitsch Maschitow und M. I. Rasjapow fortgesetzt, denn Sadykowa wurde in diesem Jahr aus dem Institut wegen ungenügender Arbeit entlassen. In ihrem Brief an die Parteiführung und den Institutsdirektor erklärte sie ihre Arbeitsdefizite mit der Geburt ihres Sohnes 1959 und ihrer Tochter 1961 und deren schweren Erkrankungen. Sie war bis 1967 arbeitslos, und der Familie blieb dann nur das Gehalt ihres Mannes Machmud Chissajew, bis dieser auch noch erkrankte. Trotzdem arbeitete sie an ihrer Kandidat-Dissertation über die Sarmaten in Baschkirien weiter, die sie 1965 bei Alexei Petrowitsch Smirnow im Moskauer Institut für Archäologie der AN-SSSR mit Erfolg verteidigte mit anschließender Promotion zur Kandidatin der Geschichtswissenschaften.
1967 wurde auf Ersuchen von Nijas Abdulchakowitsch Maschitow,  Alexei Petrowitsch Smirnow, der im Institut für Archäologie der AN-SSSR den Sektor für SkythischSarmatische Archäologie leitete, und dessen Mitarbeiter Konstantin Fjodorowitsch Smirnow die Kandidatin der Geschichtswissenschaften Sadykowa im Institut für Geschichte, Sprache und Literatur der Baschkirischen Filiale der AN-SSSR als Senior-Laborantin wieder eingestellt.
Als ihr Mann 1970 starb, musste Sadykowa aufgrund der schwieriger gewordenen materiellen Situation ihre wissenschaftliche Arbeit aufgeben. Sie verließ das Institut für Geschichte, Sprache und Literatur und arbeitete in Ufa an der Baschkirischen Staatlichen Universität für Medizin als Dozentin am Lehrstuhl für Philosophie, bis sie 1974 in Pension ging.